# Elektronska paramagnetska rezonancija
Elektronska paramagnetska rezonancija (kratica EPR) ili elektronska spinska rezonancija (kratica ESR) je prijelaz između spinskih stanja nesparenog elektrona u atomima, ionima i molekulama paramagnetskih tvari u magnetskom polju. Spinski je kvantni broj elektrona 1/2, pa elektron ima dva spinska stanja. Rezonanciju elektronskoga spina pokazuju samo nespareni elektroni, jer se pri sparivanju elektrona njihovi spinovi poništavaju. Spektrometrijom EPR-a prijelazi između spinskih stanja rezonantno se pobuđuju elektromagnetskim zračenjem u mikrovalnom području. Spektar apsorbiranoga zračenja (broj, položaj, širina i relativni intenzitet spektralnih linija te međusobni razmak) odražava stanje okoline u izravnoj blizini nesparenog elektrona. Zbog njegove velike reaktivnosti malo je tvari u stabilnom stanju koje se tom tehnikom mogu istraživati. Takve su tvari električni vodiči i poluvodiči, u kojima se opažaju slobodni elektroni ili elektroni uhvaćeni u stupice, kompleksi prijelaznih metala (posebno u nekim enzimima) i nereaktivni ili slabo reaktivni slobodni radikali. Stabilni slobodni radikali često se upotrebljavaju kao priljepci na makromolekulama ili kao sonde u većim molekulskim strukturama (biološkim membranama, organelama, lipoproteinima, polimernim materijalima), pa se iz spektra EPR-a slobodnih radikala dobivaju informacije o organizaciji tih struktura.

## Kvantnomehanička rezonancija
Kvantnomehanički sustavi, na primjer molekule ili skupine molekula, također imaju vlastite vibracijske frekvencije, a rezonancija se pojavljuje kada energija pobuđivanja odgovara razlici energija dvaju mogućih energetskih stanja sustava. Amplituda, koja u tom slučaju odgovara vjerojatnosti prijelaza, naglo se povećava kada se energija pobuđivanja: 
{\displaystyle E=h\cdot \nu \ }
(gdje je: h - Planckova konstanta, a ν - frekvencija) približava razlici energija dvaju kvantnih stanja. Danas su u fizici poznate mnoge pojave koje se tumače kvantnomehaničkom rezonancijom, na primjer rezonantno zračenje, rezonantno raspršenje, nuklearna rezonancija, te je na tom načelu razrađeno više metoda za određivanje energetskih stanja sustava (elektronska paramagnetska rezonancija; nuklearna magnetska rezonancija).